# Willem Beukelszoon
Willem Beukelszoon, né dans la seconde moitié du XIIIe siècle à Biervliet en Flandre zélandaise et mort vraisemblablement vers le milieu du XIVe siècle, est un pêcheur néerlandais à qui l'on attribue traditionnellement l'art de préserver les harengs.

## Biographie

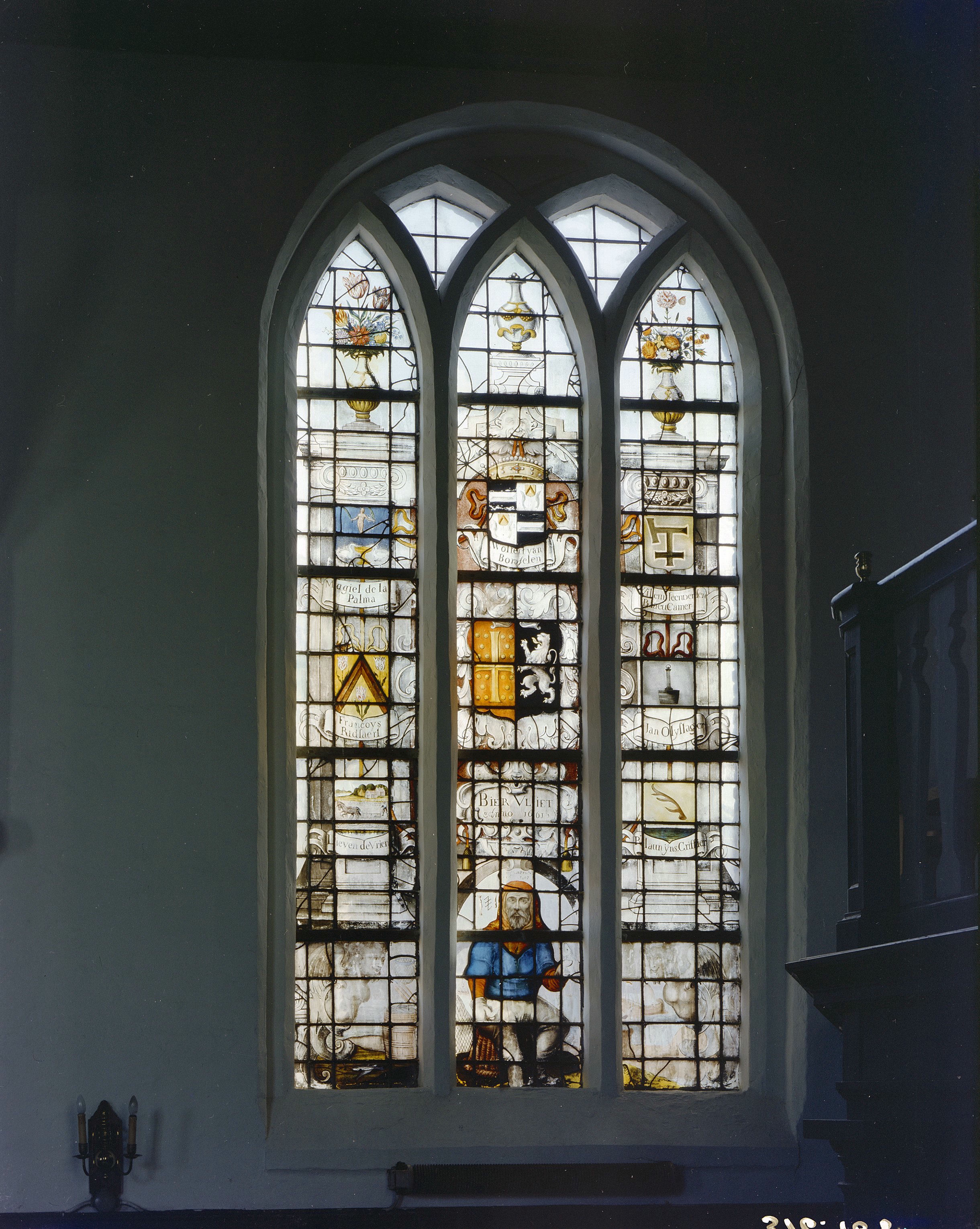
Vitrail de l'église réformée de Biervliet (état actuel).

Sa date de naissance est inconnue. On sait avec certitude qu'il était échevin à Biervliet en 1312. Un vitrail de l’église réformée de Biervliet (nl) fait état de sa mort en 1397, ce qui est donc impossible. On situe plus vraisemblablement sa mort vers le milieu du siècle, l'année 1347 ayant été proposée.

## Conservation du hareng
La méthode de conservation du hareng attribuée à Beukelszoon consiste à vider le hareng en laissant en place le seul pancréas. Celui-ci continue à sécréter des enzymes, qui contribuent à préserver et à rendre plus goûteuse la chair du poisson. Les harengs sont ensuite salés et encaqués.
Le salage des harengs est toutefois mentionné dans des manuscrits néerlandais antérieurs au XIVe siècle et aurait aussi été en usage avant cette période dans les pays scandinaves.

## Notoriété
- Le poète néo-latin Jean-Baptiste Camberlyn l'a célébré dans son poème Buckelingii genio, publié en 1828.
- Le poète néerlandais Jacob Cats lui a rendu hommage dans Tachentig jarig leven[2].
- Nommé dans le cadre du programme télévisé De grootste Nederlander (nl) visant en 2005 à élire le plus grand Hollandais de tous les temps, il a fini en 157e position[3].